# Keňa na Letních olympijských hrách 1992
Keňu na Letních olympijských hrách 1992 ve španělské Barceloně reprezentovalo 49 sportovců (40 mužů a 9 žen).

## Medailové pozice
| Medaile | Jméno           | Sport    | Disciplína            |
| ------- | --------------- | -------- | --------------------- |
| Zlato   | William Tanui   | Atletika | Muži běh na 800 m     |
| Zlato   | Matthew Birir   | Atletika | Muži 3 000 m překážek |
| Stříbro | Nixon Kiprotich | Atletika | Muži běh na 800 m     |
| Stříbro | Richard Chelimo | Atletika | Muži běh na 10 000 m  |
| Stříbro | Patrick Sang    | Atletika | Muži 3 000 m překážek |
| Stříbro | Paul Bitok      | Atletika | Muži běh na 5 000 m   |
| Bronz   | Samson Kitur    | Atletika | Muži běh na 400 m     |
| Bronz   | William Mutwol  | Atletika | Muži 3 000 m překážek |